# جون بربور
جون بربور (بالإنجليزية: John Barbour)‏ هو لاعب كرة قدم بريطاني (وحمل سابقاً جنسية المملكة المتحدة لبريطانيا العظمى وأيرلندا) في مركز مهاجم داخلي، ولد في 1891 في غلاسكو في المملكة المتحدة، وتوفي في 15 يوليو 1916 في سوم في فرنسا. لعب مع بريستون نورث إيند ونادي دندي وغلاسكو بيرثشاير ‏ ونادي كوينز بارك.